# William Henry Ireland

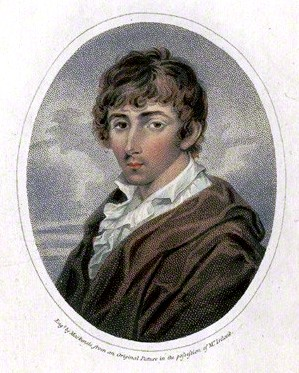
William Henry Ireland 1818.

William Henry Ireland, född 2 augusti 1775, död 17 april 1835, var en brittisk litterär förfalskare.
Ireland uppgav sig ha funnit en mängd Shakespearemanuskript, och hans skickliga förfalskningar vann i början allmän tilltro. Uppmuntrad av framgångarna, framlade han till slut ett helt "nyfunnet" drama, Vortigern and Rowena, som dock vid framförandet i London utskrattades av publiken, varefter Ireland framlade fullständig bekännelse 1796. Dramat i fråga, som trycktes 1832 är av visst intresse, då det visar på det sena 1700-talets Shakespeareuppfattning.